# Josh Keaton
Pour les articles homonymes, voir Keaton.
Joshua Luis Wiener, dit Josh Keaton, est un acteur, chanteur et producteur de musique américain, né le 8 février 1979 à Hacienda Heights, en Californie.

## Biographie
Joshua Luis Wiener naît le 8 février 1979 à Hacienda Heights, en Californie. Il a trois sœurs : Danielle (it), Alitzah (Ali Navarro), et Sabrina. Il parle couramment l'espagnol et a effectivement commencé sa carrière comme un enfant en espagnol, puis plus tard en anglais. Il a commencé sa carrière d'acteur en 1991. Il prend alors Josh Keaton comme nom de scène.

## Filmographie

### Télévision
- Drôles de vacances (téléfilm)
- Someone Like Me (en) (série télévisée)
- Scorpion (série télévisée)

### Doublage

#### Jeux vidéo
- Horizon Zero Dawn : Avad
- World of Warcraft : Anduin Wrynn
- Metal Gear Solid 3: Snake Eater : Major Ocelot
- Spider-Man : Harry Osborn
- Spider-Man 2 : Harry Osborn
- Leisure Suit Larry: Box Office Bust : Larry Lovage

#### Séries d'animation
- Retour vers le futur
- Hercule
- Green Lantern
- Spectacular Spider-Man
- Spider-Man
- Voltron, le défenseur légendaire
- What If...?
- Invincible

## Distinctions

### Récompenses
- Young Artist Awards 1992 : Meilleur doublage dans une série d'animation (Outstanding Voice-Over in an Animation Series) pour Retour vers le futur
- Young Artist Awards 2004 : Meilleure interprétation d'un jeune adulte dans un rôle d'adolescent (Best Young Adult Performer in a Teenage Role) pour Drôles de vacances

### Nominations
- Young Artist Awards 1993 : Meilleur doublage par une jeune comédien dans une série ou programme spécial d'animation (Outstanding Young Voice-Over in an Animated Series or Special) pour Retour vers le futur
- Young Artist Awards 1994 : Meilleur jeune comédien de doublage au cinéma ou à la télévision (Best Youth Actor in a Voiceover Role - TV or Movie) pour Retour vers le futur
- Young Artist Awards 1995 : Meilleur jeune acteur comme invité à la télévision (Best Performance by a Youth Actor - TV Guest Star) pour Someone Like Me (en)
- Young Artist Awards 1996 : Meilleur jeune comédien de doublage (Best Performance by a Young Actor - Voiceover Role) et meilleur acteur-chanteur professionnel (Best Professional Actor/Singer)
- Young Artist Awards 1997 : Meilleur artiste masculin (Best Male Entertainer)
- Young Artist Awards 1998 : Meilleur jeune comédien de doublage au cinéma ou à la télévision (Best Performance in a Voiceover - TV or Film - Young Actor) pour Hercule
- Behind the Voice Actors Awards 2014 : Meilleure interprétation vocale masculine dans un rôle principal d'une série télévisée dramatique ou d'action (Best Male Lead Vocal Performance in a Television Series - Action/Drama) pour Green Lantern